# 国道13号

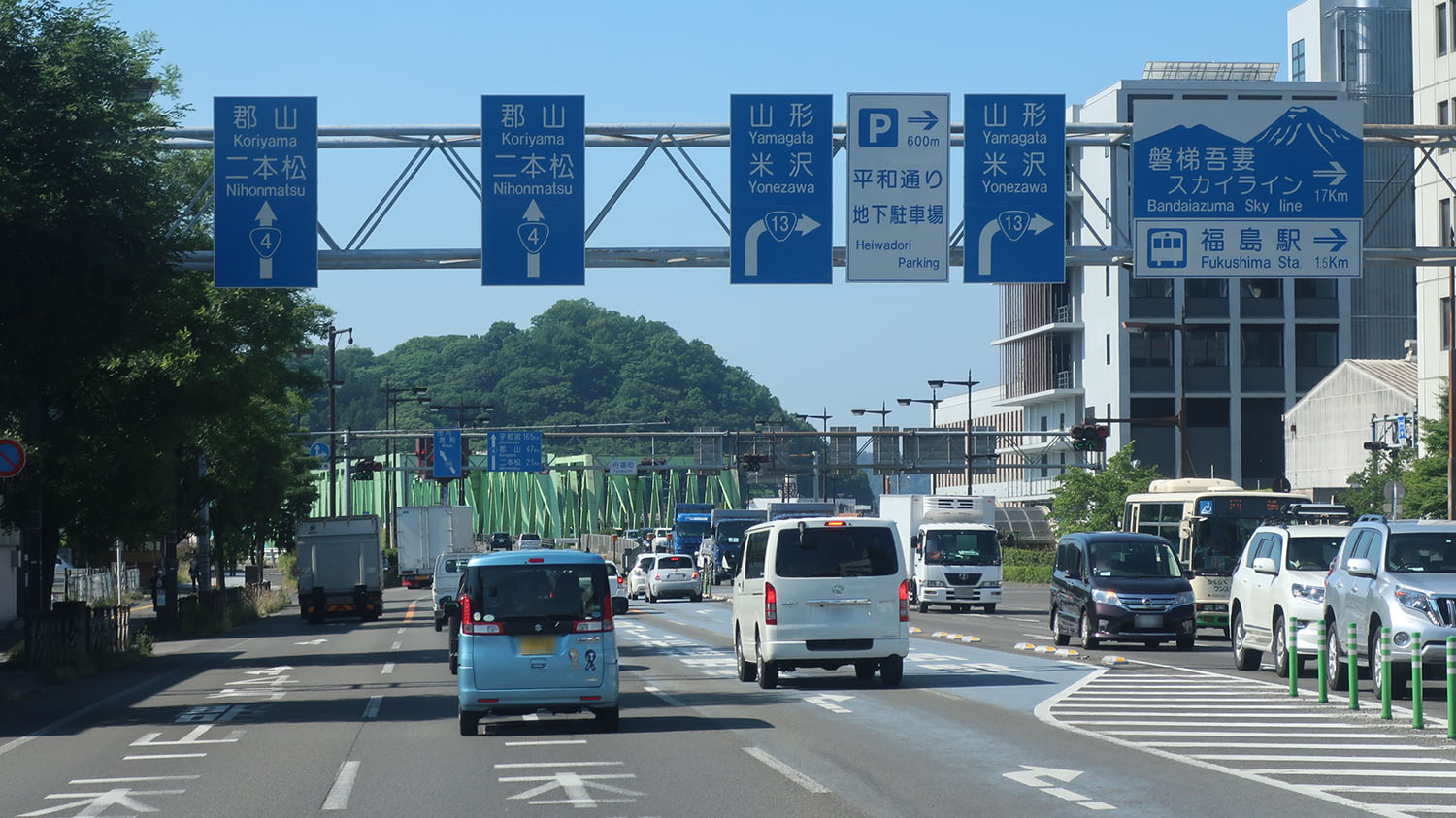
国道13号 起点
福島県福島市 舟場町交差点

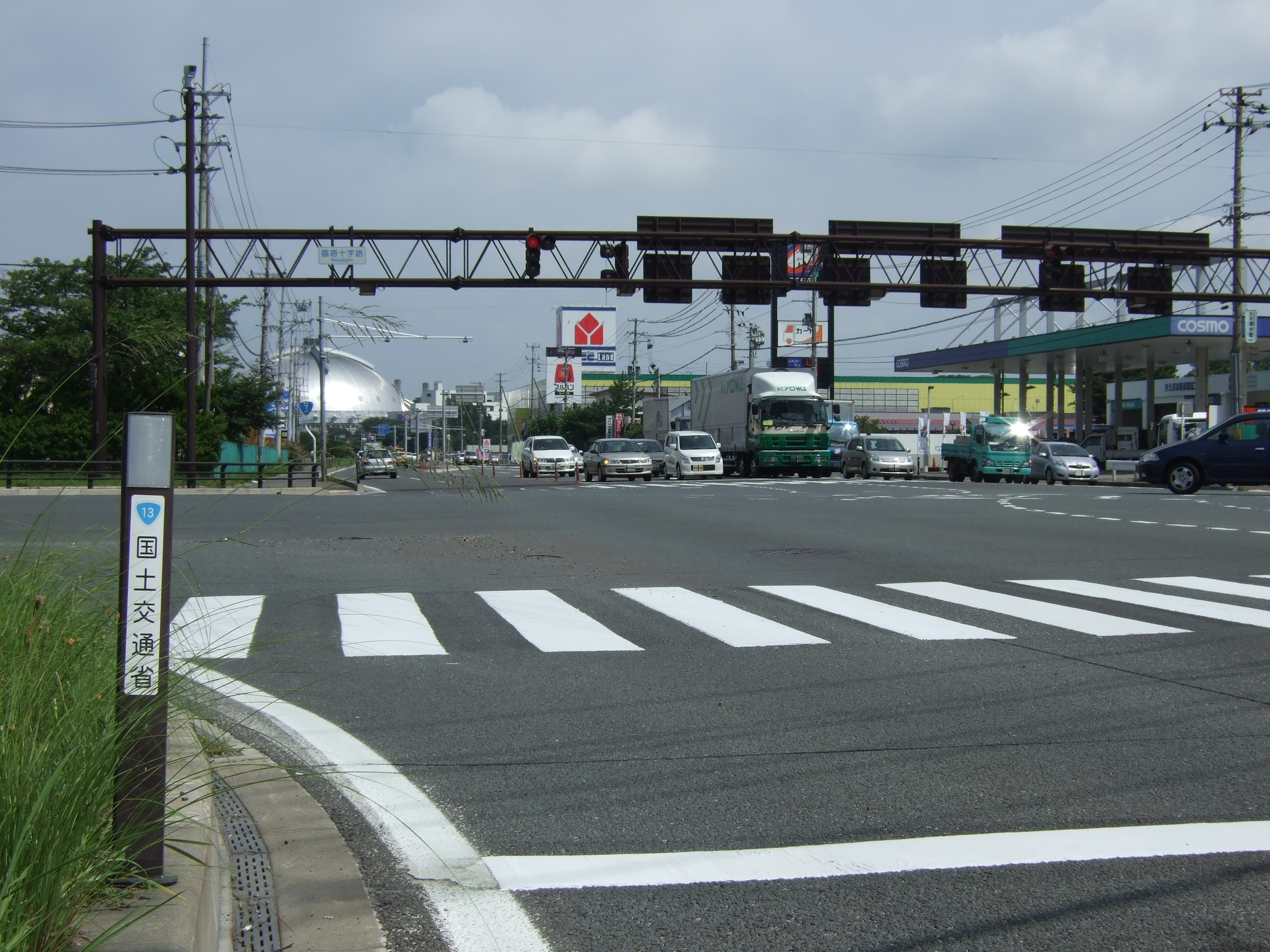
国道13号 終点
秋田県秋田市 臨海十字路

国道13号（こくどう13ごう）は福島県福島市から秋田県秋田市に至る一般国道である。

## 概要
国道13号は、米沢盆地・山形盆地・新庄盆地・横手盆地を縦断する幹線道路であり、山形県と秋田県内陸部の大動脈の役割を持つ。ほぼ全線でJR東日本奥羽本線が並行する。また、福島・山形の両県内では、整備中の東北中央自動車道とそれに並行する一般国道自動車専用道路が並行する。秋田県内では、東北中央自動車道に並行する一般国道自動車専用道路と秋田自動車道が並行する。
なお、起点にあたる舟場町交差点の手前には-0.5キロポストが設置されている。これは、福島市中心部において旧来は奥州街道がそのまま国道4号に指定されており、国道13号も奥州街道から分岐していたが、後に福島南バイパスが開通し国道4号の本線となったため、国道13号も福島南バイパスから分岐するかたちになるよう旧起点から東へ0.5 km延長した名残である。現在でも0 kmにあたる場所は旧起点の福島市本町（市道・奥州街道交点）であり、各キロポスト設置場所の変更も行われていない。
それからおよそ30年後には終点も、国道7号の秋田南バイパス完成に伴い国道7号旧道の一部を国道13号に編入するかたちで北に延伸。起点・終点ともに近接する旧1級国道のバイパス延伸でずれた歴史を持つ。

### 路線データ
一般国道の路線を指定する政令に基づく起終点および重要な経過地は次のとおり。
- 起点：福島市（杉妻町、舟場町交差点 = 国道4号、国道115号交点）
  - 福島西道路側：福島市大森（福島県道362号南福島停車場線交点）
- 終点：秋田市（川尻町字大川反、臨海十字路 = 国道7号交点、秋田県道26号秋田停車場線終点）[2]
- 重要な経過地：米沢市、南陽市、上山市、山形市（和合町）、天童市、東根市、村山市（本飯田）、尾花沢市、山形県最上郡舟形町、新庄市、同郡金山町、秋田県雄勝郡雄勝町[注釈 2]、湯沢市、同県平鹿郡十文字町[注釈 3]、横手市、大曲市[注釈 4]、同県仙北郡協和町[注釈 4]
- 総延長 : 387.0 km（秋田県 149.8 km、山形県 204.4 km、福島県 32.8 km）[3][注釈 5]
- 重用延長 : なし[3][注釈 5]
- 実延長 : 387.0 km（秋田県 149.8 km、山形県 204.4 km、福島県 32.8 km）[3][注釈 5]
  - 現道 : 326.1 km（秋田県 130.6 km、山形県 170.4 km、福島県 25.1 km）[3][注釈 5]
  - 旧道 : 9.9 km（秋田県 - km、山形県 9.9 km、福島県 - km）[3][注釈 5]
  - 新道 : 51.0 km（秋田県 19.2 km、山形県 24.1 km、福島県 7.7 km）[3][注釈 5]
- 指定区間：福島県福島市杉妻町18番4 - 秋田県秋田市川尻町字大川反233番7（全線）[4]
- 0キロポスト地点の場所は旧起点の福島市本町（市道・奥州街道交点）

## 歴史
国道13号は、江戸時代の羽州街道（福島 - 山形 - 秋田 - 青森）の一部に相当する。

### 年表
- 1885年（明治18年）の内務省告示第6号「國道表」では、羽州街道のうち山形市までが国道39号「東京より山形県に達する路線」（福島まで国道6号〈現国道4号〉と重複）、秋田市までが国道40号「東京より秋田県に達する路線」、残りの青森市までが国道41号「東京より青森県に達する別路線」となった。
- 1920年（大正9年）施行の旧道路法に基づく路線認定では、旧国道39号、国道40号、国道41号がそのまま国道5号「東京市より青森県庁所在地に達する路線」となった。
- 1952年（昭和27年）12月4日 - 新道路法に基づく路線指定では、秋田 - 青森間は新潟からの国道7号の一部となり、残りの福島県福島市 - 秋田県秋田市間が一級国道13号となった。
- 1962年（昭和37年）5月1日 - 米沢市万世町7841番の1から山形県最上郡舟形町大字舟形字向屋986番の2まで（山形県東置賜郡赤湯町大字長岡字西田中南630番から同町大字赤湯850番を経て同町大字赤湯字夷平2353の3までを除く。）が指定区間に指定される[5]、国道13号線初の指定区間。
- 1965年（昭和40年）4月1日 - 道路法改正によって一級・二級の別がなくなり、一般国道13号となった。
- 1967年（昭和42年）7月31日 - 全線が指定区間となる[6]。
- 1973年（昭和48年）4月17日 - 国道4号福島南バイパス全線開通により、それまで国道4号に指定されていた平和通りが国道13号に指定されるに伴い、起点が本町交差点から東に500 m離れた舟場町交差点に変更される。
- 2004年（平成16年）4月1日 - 秋田南バイパスの全線開通によって国道7号の経路が変更されたことに伴い、旧7号の一部区間を国道13号に編入。終点が秋田市茨島交差点から臨海十字路に変更される。
- 2015年（平成27年）4月1日 - 上山バイパスに並行している区間5.4 kmが国土交通省管理から山形県管理となり13号から山形県道102号南陽川西線と山形県道51号山形上山線に変更になる[7]。
- 2017年（平成29年）4月1日 - 南陽バイパスに並行している鍋田交差点から鳥上坂Y字交差点までの区間3.5 kmが国土交通省管理から山形県管理となり13号から国道399号に変更され、これに伴い赤湯バイパスの鍋田交差点から深沼交差点までの区間が13号となり、国道113号との重複区間になる[注釈 6][8]。

## 路線状況

### 別名
- 羽州街道
- 萬世大路（福島市 - 米沢市）
- 米沢街道
- 平和通り（福島市）
- 信夫通り（福島市）

### バイパス

#### 東北中央自動車道
- 東北中央自動車道
  - 米沢南陽道路（山形県米沢市窪田町 - 山形県東置賜郡高畠町、有料）
  - 尾花沢新庄道路（山形県尾花沢市 - 山形県新庄市）
  - 新庄北道路（山形県新庄市）
  - 泉田道路（山形県新庄市）
  - 新庄金山道路〈未開通〉（山形県新庄市 - 山形県最上郡金山町）
  - 金山道路〈未開通〉（山形県最上郡金山町）
  - 主寝坂道路（山形県最上郡金山町 - 山形県最上郡真室川町）
  - 真室川雄勝道路〈未開通〉（山形県最上郡真室川町 - 秋田県湯沢市）
  - 院内道路（秋田県湯沢市）
  - 横堀道路〈未開通〉（秋田県湯沢市）
  - 湯沢横手道路（秋田県湯沢市 - 秋田県横手市、一部有料、一部は一般道路）

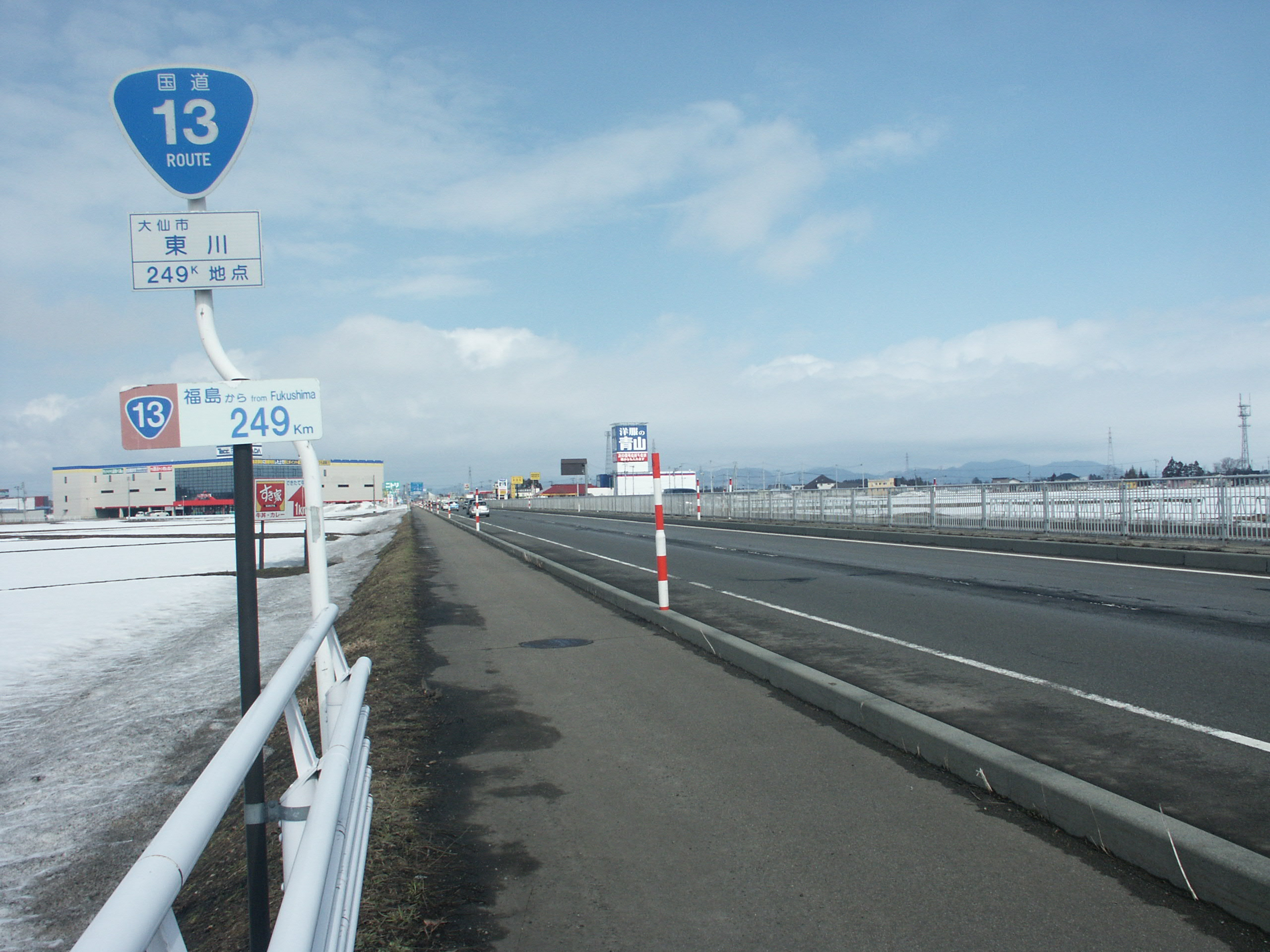
大曲バイパス
秋田県大仙市東川付近

#### その他のバイパス
- 福島県
  - 福島西道路（福島市）
- 山形県
  - 米沢バイパス（米沢市）
  - 南陽バイパス（東置賜郡高畠町 - 南陽市）
  - 上山バイパス（南陽市 - 山形市）
  - 山形バイパス（山形市 - 天童市）
  - 山形北バイパス（天童市 - 村山市）
  - 尾花沢バイパス（村山市 - 尾花沢市）
  - 新庄バイパス（新庄市）
- 秋田県
  - 横堀バイパス（湯沢市）
  - 十文字バイパス（横手市）
  - 湯沢横手道路（横手市、一部は東北中央自動車道）
  - 横手バイパス（横手市）
  - 大曲バイパス（仙北郡美郷町 - 大仙市）
  - 神宮寺バイパス（大仙市）
  - 刈和野バイパス（大仙市）
  - 河辺拡幅（秋田市）
  - 仁井田バイパス（秋田市）
  - 秋田北バイパス（秋田市）

### 重複区間
- 国道113号（山形県東置賜郡高畠町深沼[注釈 7]）
- 国道113号赤湯バイパス・国道399号（山形県高畠町深沼 - 南陽市鍋田）
- 国道48号（山形県山形市・飯田交差点 - 天童市・久野本交差点）
- 国道344号（山形県最上郡金山町金山 - 秋田県湯沢市・湯沢駅入口交差点）
- 国道108号（秋田県湯沢市上院内 - 湯沢市横堀・新万石橋交差点）
- 国道342号（秋田県横手市十文字町佐賀会・新古内交差点 - 横手市安田原町・安田交差点）
- 国道107号（秋田県横手市安田原町・安田交差点 - 横手市安田・婦気交差点）
- 国道341号（秋田県大仙市協和上淀川・上淀川橋交差点 - 上淀川交差点）
- 国道46号（秋田県大仙市・上淀川交差点 - 秋田市・臨海十字路）

### 道路施設

#### トンネル
- 信夫山トンネル（福島県福島市狐山 - 同市御山）
- 高平トンネル（福島県福島市飯坂町中野）
- 中野第一トンネル（福島県福島市飯坂町中野）
- 中野第二トンネル（福島県福島市飯坂町中野）
- 大滝第一トンネル（福島県福島市飯坂町中野）
- 大滝第二トンネル（福島県福島市飯坂町中野）
- 東栗子トンネル（福島県福島市飯坂町中野 - 同市大笹生）
- 西栗子トンネル（山形県米沢市板谷 - 同市大沢）
- 岩部山トンネル（山形県南陽市川樋 - 同市元中山）
- 猿羽根トンネル（山形県尾花沢市毒沢 - 舟形町舟形）
- 主寝坂トンネル（山形県金山町中田 - 真室川町及位）
- 及位トンネル（山形県真室川町及位）
- 雄勝トンネル（山形県真室川町及位 - 秋田県湯沢市上院内）
- 山口トンネル（秋田県湯沢市下院内）
- 東山トンネル（秋田県湯沢市横堀）

過去には秋田県河辺町北野田高野（現・秋田市河辺北野田高野） - 秋田市上北手古野に和田トンネルが存在したが、老朽化とバイパス工事のため埋められて廃止された。

#### 道の駅
- 山形県
  - やまがた蔵王（山形市）
  - 天童温泉（天童市）
  - むらやま（村山市）
  - 花笠の里ねまる（尾花沢市）
  - 新庄エコロジーガーデン原蚕の杜（新庄市）（2025年（令和7年）度オープン予定）[9]
- 秋田県
  - おがち（湯沢市）
  - 十文字（横手市）
  - 美郷（仙北郡美郷町）
  - かみおか（大仙市）

### 道路情報ラジオ放送区間
- 福島市飯坂町平野（米沢方面）
- 米沢市万世町梓山（福島方面）

いずれも栗子峠の登り口にあたる区間であり、主に峠区間の気象・路面・工事情報を伝えている。

### 事前通行規制区間
| 区間                                              | 規制内容                       |
| ------------------------------------------------- | ------------------------------ |
| 福島市飯坂町中野字爼石 - 米沢市万世町刈安字赤浜間 | 連続雨量180 mm以上の場合通行止 |
| 最上郡金山町外沢 - 最上郡真室川町及位間           | 連続雨量150 mm以上の場合通行止 |

## 地理

### 通過する自治体
- 福島県
  - 福島市
- 山形県
  - 米沢市 - 東置賜郡高畠町 - 南陽市 - 上山市 - 山形市 - 天童市 - 東根市 - 村山市 - 尾花沢市 - 北村山郡大石田町 - 最上郡舟形町 - 新庄市 - 最上郡金山町 - 最上郡真室川町
- 秋田県
  - 湯沢市 - 横手市 - 仙北郡美郷町 - 大仙市 - 秋田市

### 交差する道路
- 福島県
  - 国道4号福島南バイパス（福島市杉妻町・舟場町交差点）起点
  - 国道115号（福島市吉倉・八幡西交差点〈福島西道路〉）
  - 東北自動車道福島飯坂IC（福島市飯坂町平野）
  - 福島県道3号福島飯坂線（福島市飯坂町平野・飯坂町平野交差点） - 福島交通飯坂線と平野踏切で平面交差している。
- 山形県
  - 東北中央自動車道米沢八幡原IC（米沢市万世町桑山）
  - 国道121号（舘山バイパス）（米沢市窪田町窪田）
  - 国道113号赤湯バイパス（南陽市鍋田、東置賜郡高畠町深沼・深沼交差点〈南陽バイパス〉）
  - 国道113号（※国道113号重複 = 国道399号）（東置賜郡高畠町深沼・深沼交差点 - 〈重複〉 - 深沼〈南陽バイパス〉）
  - 国道458号、 東北中央自動車道かみのやま温泉IC（上山市藤吾）
  - 東北中央自動車道山形上山IC（上山市金瓶・山形市表蔵王）
  - 国道112号（山形市飯田西・飯田交差点）
  - 国道48号（山形市飯田西・飯田交差点 - 〈重複〉 - 天童市久野本・久野本交差点）
  - 国道286号（山形市松山・松山交差点）
  - 山形自動車道山形北IC（山形市千石・同市流通センター）
  - 国道287号（東根市蟹沢）
  - 国道347号（尾花沢市尾花沢）
  - 国道47号新庄南バイパス・国道47号亀割バイパス（新庄市鳥越・亀割交差点）
    - 新庄IC〈尾花沢新庄道路〉〈新庄北道路〉

  - 国道47号（新庄市鳥越・鳥越交差点）
  - 国道458号（新庄市五日町・五日町交差点）
  - 国道344号（最上郡金山町金山 - 〈重複〉 - 湯沢市・湯沢駅入口交差点）
- 秋田県
  - 国道108号（湯沢市上院内 - 〈重複〉 - 湯沢市横堀・新万石橋交差点）
  - 国道398号（湯沢市表町・表町4丁目交差点）
  - 国道397号（※東成瀬村方面へ国道342号と重複）（横手市十文字町佐賀会・新古内交差点）
  - 国道342号（横手市十文字町佐賀会・新古内交差点 - 〈重複〉 - 同市安田・安田交差点）
  - 秋田自動車道横手IC（横手市柳田〈湯沢横手道路〉）
  - 国道107号（横手市安田・安田交差点 - 〈重複〉 - 同・婦気交差点）
  - 国道105号大曲西道路（大仙市和合・和合IC）
  - 国道105号（大仙市富士見町・富士見町交差点）
  - 国道341号（大仙市協和上淀川・上淀川橋交差点 - 〈重複〉 - 同・上淀川交差点）
  - 国道46号（大仙市協和上淀川・上淀川交差点 - 〈重複〉 - 秋田市川尻町・臨海十字路交差点終点）
  - 秋田自動車道秋田南IC（秋田市上北手古野）
  - 国道7号（秋田市川尻町・臨海十字路交差点）終点

### 主な峠
- 福島県
  - 栗子峠（標高620 m、福島市 - 山形県米沢市）
- 山形県
  - 主寝坂峠（標高313 m、最上郡金山町 - 最上郡真室川町）
  - 雄勝峠（標高304 m、最上郡真室川町 - 秋田県湯沢市）

## ギャラリー

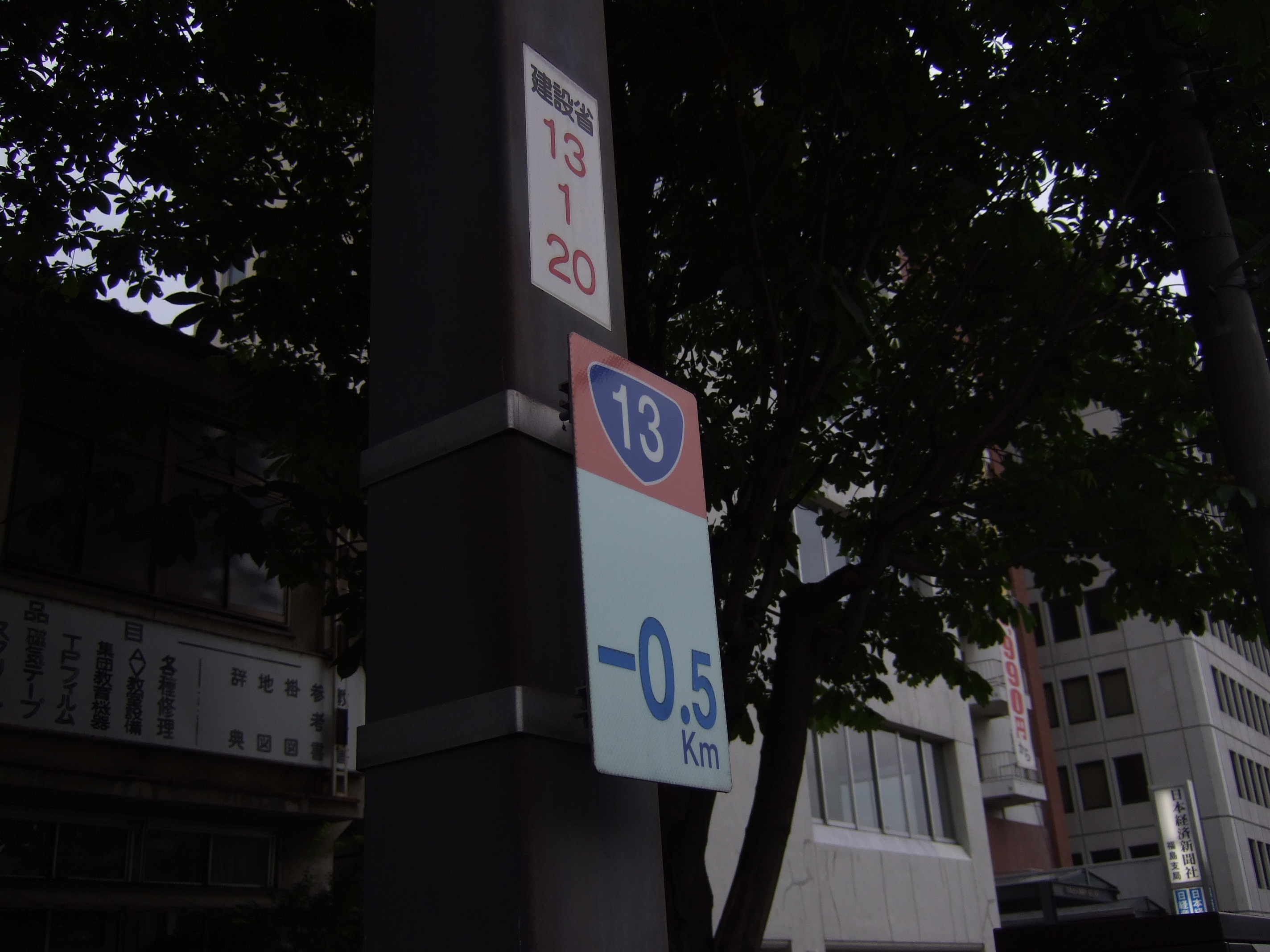
国道13号 起点にある 「-0.5」キロポスト
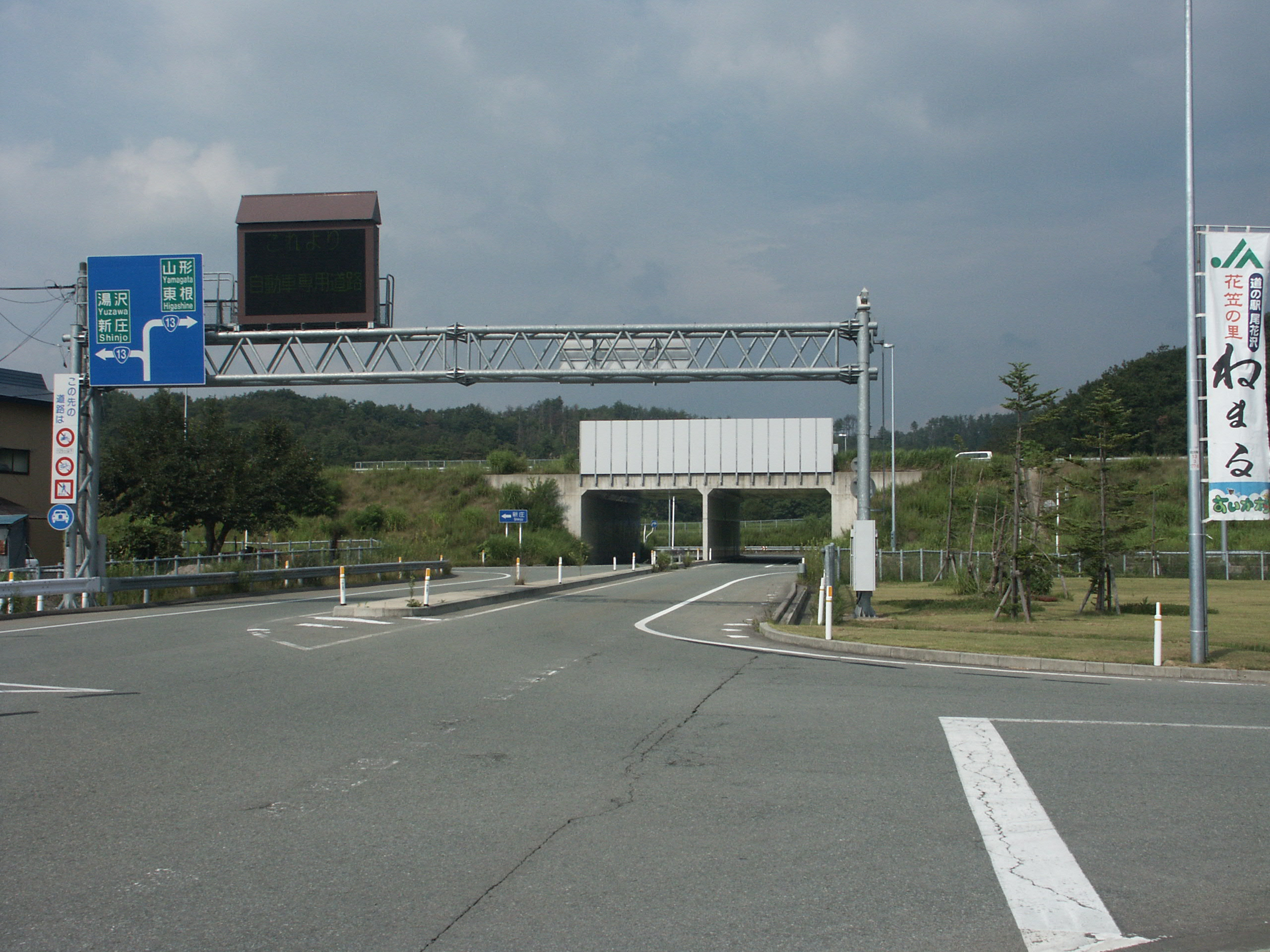
尾花沢北IC出入口 尾花沢新庄道路
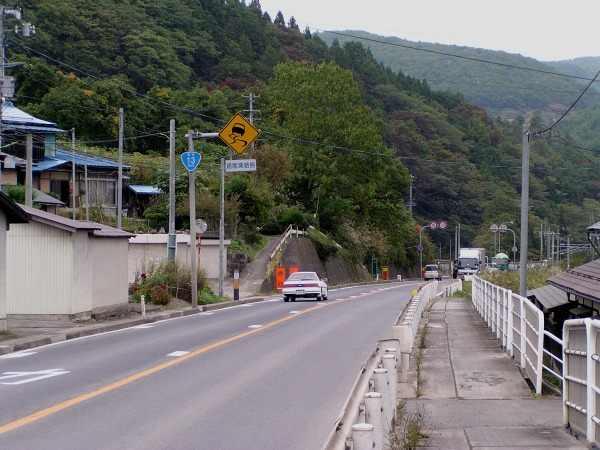
山形県上山市中山付近
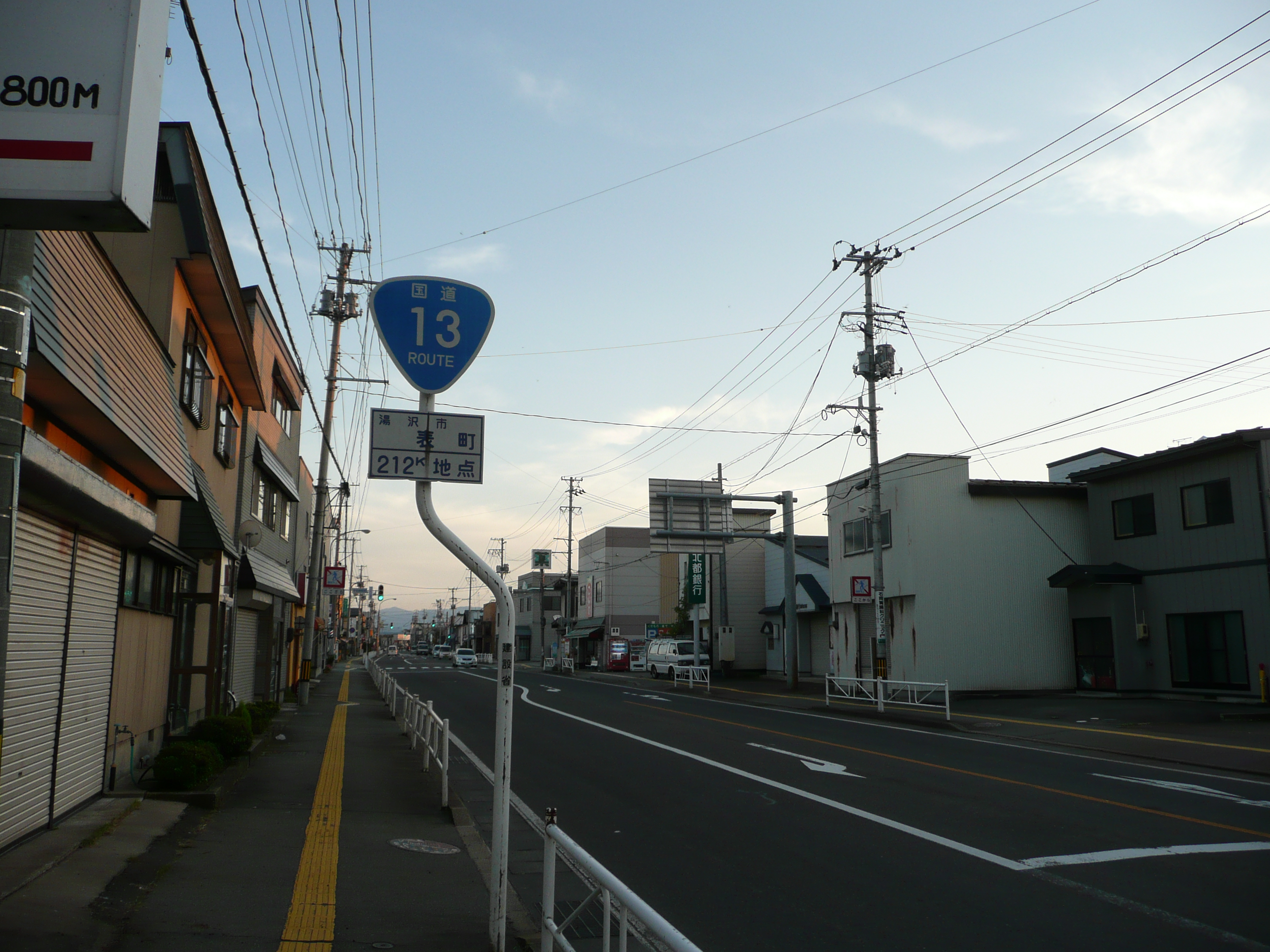
湯沢駅付近 2010年10月2日撮影
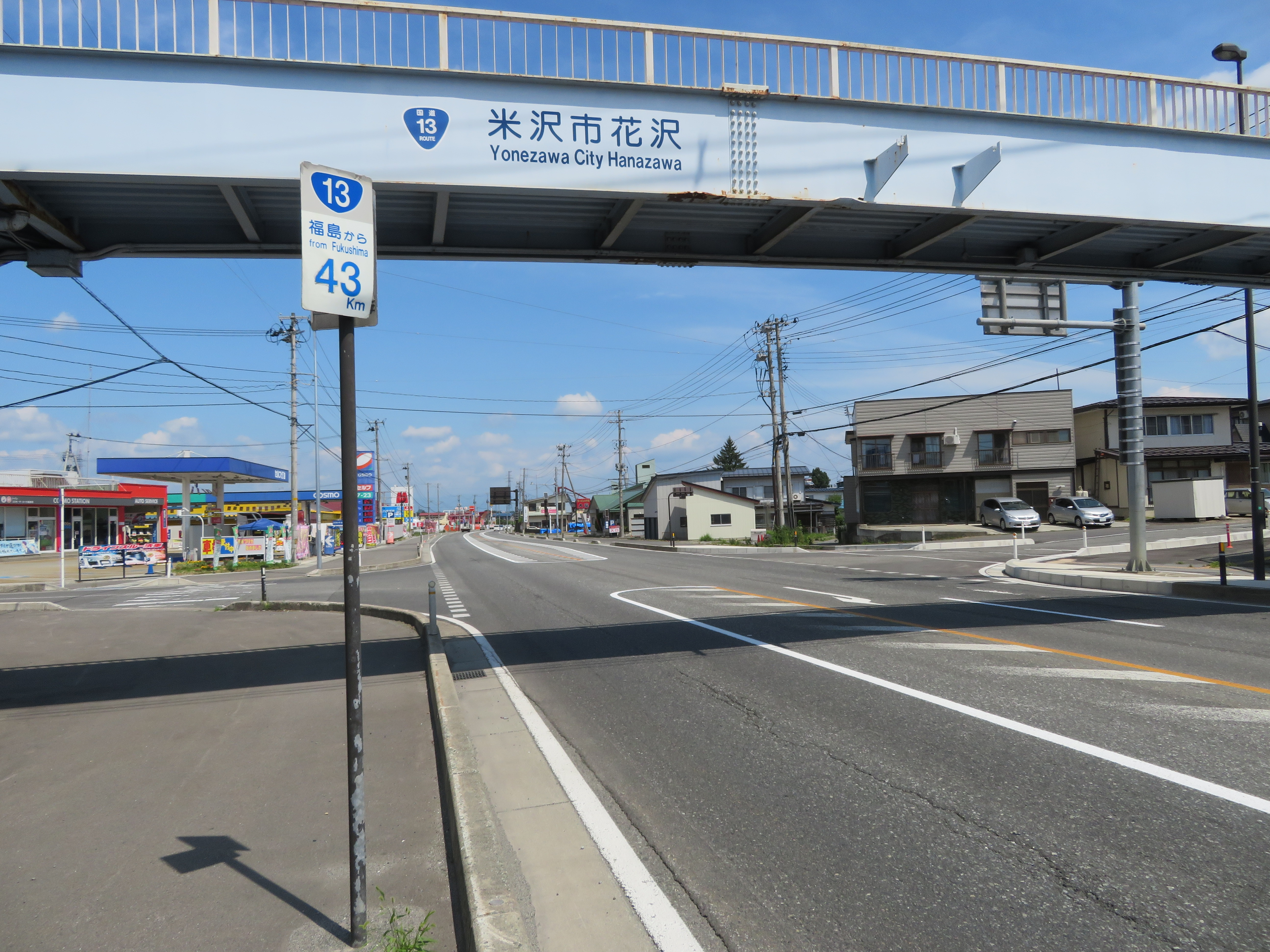
山形県米沢市 花沢歩道橋付近 南陽方面を撮影
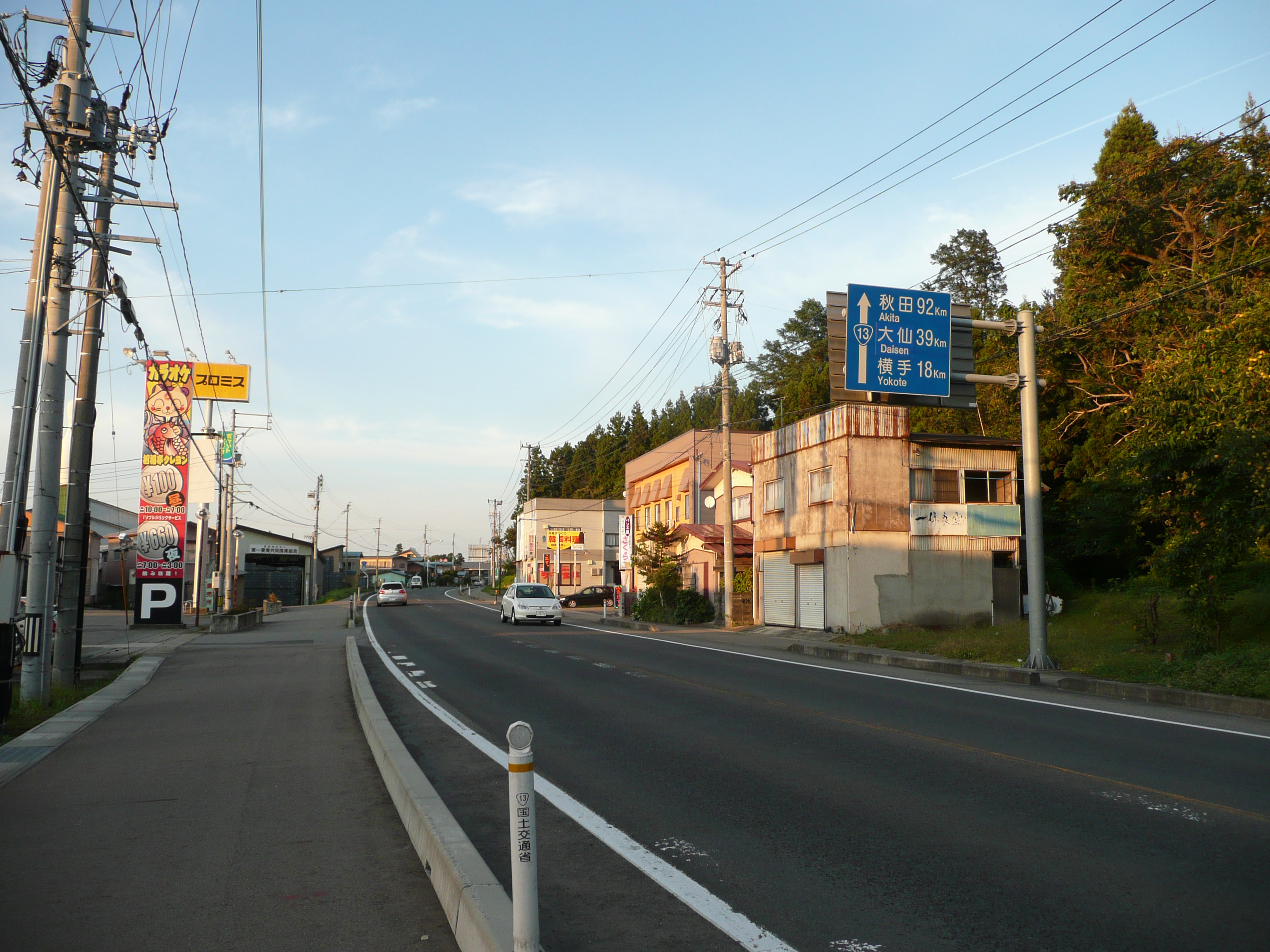
秋田県湯沢市 2010年10月2日撮影